# Planeustomus
Planeustomus är ett släkte av skalbaggar som beskrevs av Jacquelin du Val 1857. Planeustomus ingår i familjen kortvingar.
Släktet innehåller bara arten Planeustomus palpalis.